# النزهة (حي)
النزهة هو أحد أحياء المنطقة الشرقية في محافظة القاهرة، يبدأ من تقاطع شارع أبو بكر الصديق حتى أول طريق القاهرة الإسماعيلية الصحراوي طوليا، ومن جسر السويس حتى ألماظة ومساكن شيراتون عرضيا، ويشمل مناطق «النزهة» و«النزهة الجديدة» و«ألماظة» و«مساكن شيراتون». هو أحد مناطق مصر الجديدة
منطقة النزهة الجديدة حديثة جدًا حيث بدأ العمل فيها في السبعينيات وقد كانت في بادئ الأمر عبارة عن مشروع لتوفير سكن للعاملين بشركات الطيران ومطار القاهرة الدولي وأغلب سكانها من العاملين في مجال الطيران بالفعل. أما عن «حي النزهة» كاملا يعتبر أكثر الأحياء قربًا من مطار القاهرة ويعتبر حي النزهة تابعا لمصر الجديدة وتم إنشاء قسم شرطة خاص به وهو قسم شرطة النزهة.

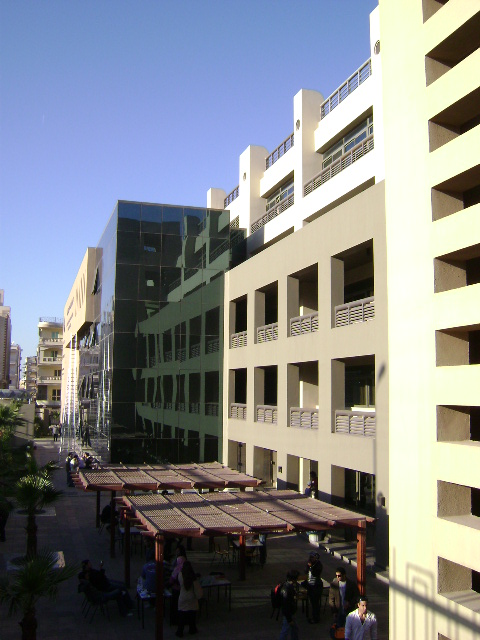
فرع الأكاديمية العربية

## معالم
- نادي الشمس
- نادي الطيران الرياضي
- مطار القاهرة الدولي
- الكلية الحربية
- نادي الغابة

## أهم الشوارع
- شارع الحجاز - النصف الثاني
- شارع عثمان بن عفان النصف الثاني
- شارع النزهة
- شارع جوزيف تيتو
- شارع محمد كامل حسين
- شارع المؤرخ محمد رفعت
- شارع أحمد زكي
- شارع أحمد مخيمر
- شارع الأديب محمد السباعي
- وشارع الأديب طه حسين.

## المساجد
يوجد بالنزهة عدة مساجد منها مسجد الصديق بمساكن شيراتون - مسجد يوسف الصحابي بميدان الحجاز
- مسجد المرزوقي بمنطقة النزهة الجديدة بشارع المدينة ومسجد التقوى بشارع أحمد مخيمر.

وهو يعتبر أحد الأحياء الراقية المنظمة من قبل الدولة.
- مسجد العريفي في أول شارع محمد كامل حسين .

## المرافق
بالنزهة الجديدة عدة مشروعات في المجال الصحي أو الطبي (خاص) مثل «بصريات العادلي» في مجال النظارات الطبية والشمسية، والمركز الصحي الطبي (حكومي) التابع لوزارة الصحة وهو من أفضل مراكز الصحة الحكومية على مستوى الجمهورية.